# 杨国伟
杨国伟，中山大学材料科学与工程学院教授，主要从事纳米材料与纳米结构方面的研究工作。入选中华人民共和国教育部2007年度"长江学者"特聘教授、“新世纪百千万人才工程国家级人选”。